# Divisione (unità militare)
Una divisione è una grande unità militare, che conta solitamente dai 10 000 ai 20 000 soldati.
In molti eserciti la divisione è composta da diversi reggimenti o brigate, e più divisioni a loro volta formano un corpo d'armata. Negli eserciti moderni una divisione tende ad essere la più piccola unità in grado di svolgere operazioni autonomamente, comprendendo in sé vari tipi di truppe combattenti e forze di supporto.

## Storia

### Origini
Il primo a concepire l'idea di organizzare un esercito in formazioni più piccole articolate su forze combinate fu Maurizio di Sassonia, maresciallo di Francia, nel suo libro Mes Rêveries; a causa della sua morte, nel 1750, il concetto non trovò applicazione pratica.

Il grado di generale di divisione dell'Esercito Italiano

Fu un altro militare francese a mettere in pratica tale idea, Victor-François de Broglie, il quale condusse esperimenti tattici nel corso della guerra dei sette anni, e, sebbene il conflitto non sia stato un successo per la Francia, il sistema divisionale funzionò.
La prima guerra che vide l'impiego del sistema divisionale fu la guerra rivoluzionaria francese; il governo rivoluzionario abbracciò la visione del precedente governo realista e l'esercito venne organizzato su base divisionale.
Ciò lo rese più flessibile e facile da manovrare, esigenza acuita dalle vaste dimensioni raggiunte dall'esercito rivoluzionario. Sotto Napoleone Bonaparte le divisioni furono raggruppate in corpi d'armata, a causa delle loro dimensioni crescenti. I successi militari di Napoleone diffusero il sistema basato su divisioni e corpi d'armata in tutta Europa, tanto che al termine delle guerre napoleoniche tutti gli eserciti europei lo avevano adottato.

### La divisione moderna
In epoca moderna la struttura divisionale è stata standardizzata in molti eserciti; sebbene le divisioni non abbiano identica dimensione o struttura nelle varie forze armate, in generale contano da dieci a ventimila soldati, con una capacità di supporto in grado di consentire operazioni indipendenti. Solitamente l'organizzazione divisionale consiste in tre/quattro brigate o reggimenti combattenti (a seconda che l'ordinamento previsto sia ternario o quaternario), una brigata o reggimento di supporto al combattimento (in genere di artiglieria), e un numero variabile di battaglioni specializzati in compiti speciali di supporto (per esempio ricognizione e genio).
La divisione moderna è diventata presso molti eserciti l'unità d'impiego principale, soppiantando il più piccolo reggimento che ne è invece diventato parte costituente. Il maggiore uso della divisione come unità combattente primaria avvenne durante la seconda guerra mondiale, quando furono schierate centinaia di divisioni. Oggigiorno anche poche divisioni possono rappresentare una forza importante. L'invasione dell'Iraq del 2003 è stata completata da una manciata di divisioni appoggiate da consistenti forze di supporto.

## Tipologia
La divisione è frequentemente formata per raggruppare unità combattenti di un certo tipo con appropriate unità di supporto e permettere la conduzione di operazioni indipendenti. Molto spesso dunque viene denominata in base al ruolo della specialità principale.

### Fanteria
La forma più comune di divisione nel corso della Storia è stata quella di fanteria. Negli eserciti più piccoli spesso tutte le divisioni erano di fanteria, e quindi il termine è non di rado usato come sinonimo di "divisione di fanteria". La divisione di fanteria standard è di solito formata da un certo numero di reggimenti di fanteria (di solito due o tre), un reggimento di artiglieria, ed alcuni battaglioni di supporto.
Le divisioni di fanteria sono costituite per compiti specifici, il che talvolta si rispecchia nella loro denominazione. La fanteria normale, senza mezzi di trasporto propri, nei tempi moderni viene definita "fanteria leggera", da cui la "divisione di fanteria leggera". Il suo valore principale, nell'odierno contesto militare, è la sua facilità di schieramento e supporto, in ragione della mancanza di un equipaggiamento pesante; è quindi ideale per conflitti a bassa intensità, ma manca della potenza di fuoco necessaria ad una guerra su vasta scala.
Un altro genere di divisione di fanteria è quella "da montagna". Queste unità sono destinate a muoversi e combattere in ambiente montano in alta quota, per cui il loro addestramento ed equipaggiamento devono essere in grado di fronteggiare condizioni inclementi. Le unità da montagna sono spesso considerate unità di élite, e possono essere impiegate in ambienti più convenzionali laddove siano necessarie truppe di qualità. L'esercito italiano schiera dal 1872 uno fra i migliori corpi del genere, gli Alpini.
In Italia allo scoppio della Seconda Guerra Mondiale esistevano le seguenti divisioni alpine:
- 1ª Divisione alpina "Taurinense" (10 settembre 1935 - 8 settembre 1943)
- 2ª Divisione alpina "Tridentina" (10 settembre 1935 - 9 settembre 1943)
- 3ª Divisione alpina "Julia" (10 settembre 1935 - 12-14 settembre 1943)
- 4ª Divisione alpina "Cuneense" (31 ottobre 1935 - 8 settembre 1943)
- 5ª Divisione alpina "Pusteria" (31 dicembre 1935 - 12 settembre 1943)
- 6ª Divisione alpina "Alpi Graie" (15 novembre 1941 - 10 settembre 1943)

In Italia oggi esiste la seguente divisione alpina:
- Divisione Alpina "Tridentina" (1º gennaio 2003 - oggi)

Un'altra formazione di fanteria d'élite è quella "aviotrasportata", comunemente chiamata "paracadutisti"; questo genere di unità è concepito per raggiungere il teatro di operazioni per via aerea (tramite paracadute o aliante) e condurre operazioni di combattimento autonome dietro le linee nemiche. Come e più che le unità da montagna, queste formazioni richiedono un addestramento ed un equipaggiamento speciale. Una recente evoluzione è quella della "fanteria aeromobile", destinata all'impiego con elicotteri. Tutte queste unità vengono spesso impiegate in situazioni di combattimento tradizionale come fanteria di élite.
Durante la Seconda guerra mondiale le unità di fanteria divennero progressivamente sempre più meccanizzate; molte furono dotate di autocarri in grado di trasportare l'intera forza, da cui la denominazione di "fanteria motorizzata". Alcune furono equipaggiate con mezzi di trasporto blindati, e conosciute come "fanteria corazzata" (per esempio i Panzergrenadier tedeschi).
Oggigiorno uno dei tipi più comuni di divisione di fanteria è quella "meccanizzata": essenzialmente un'evoluzione della divisione motorizzata, raggruppa soldati di fanteria trasportati da veicoli trasporto truppe e veicoli da combattimento leggeri, supportati dalla potenza di fuoco di carri armati, elicotteri ed artiglieria. Nell'esercito statunitense tre delle otto divisioni di fanteria attive (1ª, 3ª e 4ª) sono meccanizzate, ed un'altra, la 2ª, raggruppa un misto di forze meccanizzate e non, mentre la 10ª da Montagna e la 25ª sono ritenute di fanteria leggera.

### Cavalleria
In molte nazioni la cavalleria è sempre stata schierata in piccole unità, e quindi non organizzata in divisioni, ma negli eserciti più grandi, come quello del Primo Impero francese, dell'Impero russo, degli Stati Uniti e dell'Unione Sovietica, venne creato un certo numero di divisioni. Spesso erano simili nella struttura alle divisioni di fanteria della nazione di appartenenza, sebbene in genere dotate di unità di supporto meno pesanti e numerose, anch'esse trainate da cavalli. Tranne eccezioni le grandi unità di cavalleria cessarono di esistere dopo la Seconda guerra mondiale.
Sebbene l'uso cavallo fosse diventato obsoleto, il concetto di una forza rapida capace di espletare i compiti tradizionalmente affidati alla cavalleria montata fece ritorno nel pensiero militare durante la guerra fredda. In generale furono sviluppati due nuovi tipi di cavalleria: la "cavalleria dell'aria", o aeromobile, imbarcata su elicotteri, e la "cavalleria corazzata", dotata di veicoli corazzati leggeri o pesanti.

### Divisione corazzata
Lo sviluppo del carro armato sul finire della prima guerra mondiale indusse alcune nazioni a sperimentarne l'impiego in formazioni di tipo divisionale. In molti casi si imitò l'organizzazione della cavalleria, rimpiazzando la fanteria con i carri, e motorizzando le unità di supporto. Ciò si dimostrò inefficace in combattimento, perché le divisioni erano dotate di molti carri ma poche unità di fanteria; fu quindi necessario riequilibrare il rapporto fra carri, fanteria ed artiglieria.
Al termine della Seconda guerra mondiale, in molti casi il termine "divisione corazzata" si riferiva a corposi battaglioni di carri armati e alle relative unità motorizzate di fanteria, artiglieria ed unità di supporto, mentre il termine "divisione di fanteria" si riferiva a divisioni con una maggioranza di unità di fanteria.
Dalla fine della guerra e per gli anni successivi, le divisioni di fanteria e quelle corazzate hanno visto aumentare il proprio numero di unità dell'uno e dell'altro tipo, conservando una differenziazione sostanziale solo in base rapporto esistente fra le diverse componenti.

### Marina
Nella Marina Militare vanno considerate Grandi Unità a livello "Divisione" i Gruppi Navali direttamente dipendenti dalla Squadra Navale e non. Sono comandate da un Ammiraglio di Divisione o contrammiraglio, quindi considerabili assimilate a questo livello di unità:
- I COMDINAV e precedentemente il Comando Forze d'Altura (ComForAl)
- Centro Addestramento Aeronavale (MariCentAdd)
- Accademia Navale

### Aeronautica
Nell'Aeronautica militare vanno considerate Grandi Unità a livello "Divisione" tre stormi, al comando di un generale di divisione aerea.

### Carabinieri
Nell'Arma dei Carabinieri prima della seconda guerra mondiale furono costituite tre divisioni: 1a "Pastrengo" (Milano), 2a "Podgora" (Roma) e 3a "Ogaden" (Napoli). Nel 1991 ne nacquero altre 2: 4ª Divisione "Carabinieri dello Stretto" (Messina) e 5ª Divisione Carabinieri "Vittorio Veneto" (Padova).
Dopo il 2000 sono stati trasformati in Comandi interregionali carabinieri (a livello di corpo d'armata). Contemporaneamente sono nate anche la Divisione unità mobili carabinieri e la Divisione unità specializzate carabinieri.

## Nomenclatura
Nella maggioranza degli eserciti le divisioni sono designate da una combinazione fra numeri ordinali e denominazione del tipo. Spesso vengono assegnati o adottati nomi non convenzionali, che non entrano a far parte della nomenclatura ufficiale. In alcuni casi si fa eccezione all'uso del numero, come in caso di formazioni uniche, o di élite. Nei resoconti e nei rapporti viene per chiarezza premessa la nazione di appartenenza.
Poiché la denominazione divisionale è soggetta all'arbitrio degli organismi superiori, ci si imbatte spesso in nomi incongrui e fantasiosi; è normale che la numerazione non sia sequenziale, portando a numeri elevati senza l'esistenza di un corrispondente numero di unità.
Anche la designazione del tipo di divisione non riflette sempre l'assetto o l'impiego attuale dell'unità. La Germania nazista creò una divisione corazzata di "paracadutisti" (1. Fallschirm-Panzer-Division Hermann Göring), nata come unità speciale terrestre agli ordini di Hermann Göring, ed entrata a far parte della Luftwaffe quando Göring stesso ne divenne capo supremo; la modalità di combattimento aviolanciato non fu mai una sua prerogativa, essendo il titolo più che altro onorifico.

## In Italia

### Divisioni storiche in servizio nel Regio Esercito Italiano
Le divisioni storiche in servizio nel Regio Esercito Italiano, durante la Seconda Guerra Mondiale, furono le seguenti:

### Divisioni attualmente in servizio nelle Forze Armate Italiane

#### Esercito Italiano
Le Divisioni attualmente in servizio nell'Esercito Italiano sono le seguenti:
- Divisione "Vittorio Veneto" (1º luglio 2019 - oggi), con sede a Firenze, inserita nell'organico Corpo d'Armata "Comando Forze Operative Nord (COMFOP-NORD)"
- Divisione "Acqui" (5 luglio 2016 - oggi), con sede a Capua, inserita nell'organico Corpo d'Armata "Comando Forze Operative Sud (COMFOP-SUD)"
- Divisione "Tridentina" (1º gennaio 2003 - oggi), con sede a Bolzano, inserita nell'organico del Corpo d'Armata "Comando Truppe Alpine", senza forze assegnate in tempo di pace

#### Arma dei Carabinieri
Le Divisioni attualmente in servizio nell'Arma dei Carabinieri sono le seguenti:
- Divisione Unità Mobili Carabinieri (1º febbraio 2001 - oggi), con sede a Roma, inserita nell'organico del Corpo d'Armata "Comando delle Unità Mobili e Specializzate Carabinieri "Palidoro""
- Divisione Unità Specializzate Carabinieri (1º febbraio 2001 - oggi), con sede a Roma, inserita nell'organico del Corpo d'Armata "Comando delle Unità Mobili e Specializzate Carabinieri "Palidoro""